# Koutougou (Burkina Faso)
Pour les articles homonymes, voir Koutougou.
Koutougou est une commune située dans le département de Koutougou, dans la province du Soum, région du Sahel, au Burkina Faso.

## Histoire
Le 8 avril 2018, Hamid Koundaba, le maire de Koutougou, est assassiné par des membres de l'État islamique dans le Grand Sahara.
Le 19 août 2019 vers 5h00, un campement militaire y est attaqué a 5H00 (locales et GMT) plusieurs dizaines d'assaillants ont effectué plusieurs tirs à l'arme lourde, incendiant une grande partie du camp de base et des engins faisant selon un bilan donné le 20 août de 24 soldats tués, sept blessés et cinq portés disparus dans les rangs des forces armées burkinabés.